# Вукомеричке горице
Вукомеричке горице (Врховље, Врховје) су ниско горје у Хрватској између река Саве и Купе настало у неогену. Протежу се у дужини од 100 km, а најшире су између насеља Шиљаковина и Цветнић Брдо у ширини од 25 km. Највиши врх Режидовка је висок 255 m.
Подручје Вукомеричких Горица је врло рано насељено и култивирано због негостољубивостима околних нижих мочварних крајева у долинама река Саве и Купе. Од пољопривредних култура најзаступљеније и привредно најзначајније су виноградарство и воћарство, затим следи сточарство и свињогојство а у мањој мери повртарство и ратарство. 
Вукомеричке Горице су, првенствено због одлива становништва у суседне градове, Велика Горица, Сисак, Карловац и Загреб, слабије насељен крај. Ипак су због сачуване природе изразито привлачан туристички крај на погодној надморској висини и у близини већих градских центара.